# Saqr bin Mohammad al-Qassimi
Xeique Saqr bin Mohammad al-Qassimi (9 de abril de 1918 - 27 de outubro de 2010) foi um xeique, líder do emirado de Ras al-Khaimah, um dos Emirados Árabes Unidos, entre 1948 e 2010, assumindo o poder após um golpe de estado. Durante seu emirado, Ras al-Khaimah uniu-se aos Emirados Árabes Unidos em 1972.